# Pałac w Tyńcu nad Ślęzą
Pałac w Tyńcu nad Ślęzą – pałac wybudowany w  XVIII w., w miejscowości Tyniec nad Ślęzą.

## Historia
Pierwotny pałac wzmiankowany był tym miejscu w XVI w. Obiekt dwuskrzydłowy, wzniesiony na planie litery „L” w stylu klasycystycznym przebudowano w XIX w. Dłuższe skrzydło miało dwie kondygnacje, krótsze trzy. W połowie lat 70. XX w. rozebrano resztki ruin pałacu kiedyś zwieńczonego dachami: dwuspadowym i czterospadowym. Zabytek był częścią zespołu pałacowego, w skład którego wchodzą jeszcze: park krajobrazowy oraz  dwukondygnacyjny dom kawalerów maltańskich wzniesiony w XVI w., zniszczony w trakcie wojny trzydziestoletniej, odbudowany w 1698 r. i przebudowany w 1782 r., zwieńczony dachem naczółkowym i dwuspadowym.